# Camille Cerf
Camille Cerf (Calais, 9 de diciembre de 1994) es una modelo francesa. Fue coronada Miss Francia 2015 y representó a su país en Miss Universo 2014, donde quedó entre las quince primeras.

## Primeros años
Camille Cerf creció en Coulogne con sus padres y su hermana gemela Mathilde.
A los 15 años, participó en el concurso Elite Model Look de Elite Model Management y consiguió un contrato con esta agencia de modelos después de ser una de las finalistas.
Recibió una licenciatura de una escuela de negocios francesa en 2017.
Comenzó a crear conciencia sobre el cáncer después de que su padre muriera de cáncer en septiembre de 2014. Le dijo a Metronews que le gustaría crear una asociación que ayude a las personas que padecen cáncer a vivir una vida mejor.

## Carrera

### Miss Francia 2015
Ganadora del título de Miss Norte-Paso de Calais 2014, Camille fue coronada Miss Francia en la gran final de la 68.ª edición del certamen de belleza Miss Francia 2015 en el Zénith d'Orléans en la gran noche de coronación del 6 de diciembre de 2014. Fue la primera vez que Miss Francia era oriunda de Norte-Paso de Calais.

### Miss Universo 2014
En enero de 2015, Camille representó a Francia en el concurso Miss Universo 2014 en Doral, Florida, y se ubicó en el Top 15.

## Vida personal
Se involucró en la lucha contra el cáncer tras la muerte de su padre en septiembre de 2013.
Desde 2021 mantiene una relación con el modelo Théo Fleury. El 26 de abril de 2023, anunció en su cuenta de Instagram que estaba esperando un hijo. Dio a luz a un niño llamado Malo el 18 de agosto de 2023.